# トニーニョ・モウラ
トニーニョ・モウラ（Toninho Moura）ことアントニオ・モウラ・サンチェス（Antonio Moura Sanches、1954年7月22日 - ）は、ブラジルの元サッカー選手、指導者。

## 来歴
1996年にJリーグのベルマーレ平塚の監督に就任した。中田英寿、名良橋晃、小島伸幸などの日本代表選手を擁したが、8勝11敗となった9月に退任した。

## 監督歴
- 1988-1992  SEマツバラ
- 1992-1993  ECタウバテ
- 1994  ナシオナルAC
- 1995  AAインテルナシオナル
- 1995  アトレチコ・ソロカーバ
- 1996-1997  ベルマーレ平塚
- 1998-1999  キンゼ・ジ・ピラシカーバ
- 2000-2001  アトレチコ・ソロカーバ
- 2002  SEマトネンセ
- 2003  ECタウバテ
- 2004-2005  グレミオ・バルエリ
- 2005-2006  アソシアソン・フェロヴィアリア・ジ・エスポルテス
- 2006  ウニオンFC
- 2007-2008  サン・ジョゼEC
- 2008  トゥピFC
- 2009  グレミオ・バルエリ
- 2009  アソシアソン・フェロヴィアリア・ジ・エスポルテス
- 2010  SCバルエリ
- 2011  アラポンガスEC
- 2011  サン・ジョゼEC
- 2012  グレミオ・エスポルチーヴォ・オザスコ
- 2012  ナシオナルAC
- 2013  グレミオ・バルエリ